# Terrore in sala
Terrore in sala (Terror in the Aisles) è un film documentario del 1984, diretto dal regista Andrew J. Kuehn.

## Trama
Due ragazzi commentano i vari film horror che vedono in un cinema.
Solo i due attori protagonisti (Donald Pleasence e Nancy Allen) hanno dato vita ad alcune scene inedite: il resto del documentario è composto da sequenze tratte da film horror già precedentemente distribuiti.

## Distribuzione
Il film uscì nei cinema statunitensi distribuito dalla Universal Pictures nell'ottobre 1984 e fu un fatto abbastanza insolito trattandosi non di un vero film ma di un documentario. Ha incassato 10004817 $ al botteghino.
Il film è uscito in VHS nel 1985 editato dalla statunitense MCA Home Video.

## Archivio delle apparizioni
- Bud Abbott
- Brooke Adams
- Ana Alicia
- Alan Arkin
- Susan Backlinie
- Belinda Balaski
- Martin Balsam
- Adrienne Barbeau
- Ralph Bellamy
- Sidney Blackmer
- Nina Blackwood
- Linda Blair
- Wilford Brimley
- Marilyn Burns
- Ellen Burstyn
- Michael Caine
- John Cassavetes
- Lon Chaney Jr.
- Lou Costello
- Charles Cioffi
- Joan Crawford
- Richard Crenna
- Jamie Lee Curtis
- Keith David
- Bette Davis
- Brad Davis
- Angie Dickinson
- Faye Dunaway
- Griffin Dunne
- Shelley Duvall
- Clint Eastwood
- Morgan Fairchild
- Mia Farrow
- William Finley
- Jane Fonda
- John Gavin
- Jeff Goldblum
- Elliott Gould
- Gerrit Graham
- Cary Grant
- Rosey Grier
- Charles Hallahan
- Gunnar Hansen
- Jessica Harper
- Debbie Harry
- Rutger Hauer
- Wings Hauser
- Tippi Hedren
- Dustin Hoffman
- Ian Holm
- Season Hubley
- Michael Ironside
- Amy Irving

- Carol Kane
- Boris Karloff
- Grace Kelly
- Persis Khambatta
- Margot Kidder
- Adrienne King
- Yaphet Kotto
- Elsa Lanchester
- Stephen Lack
- Martin Landau
- Piper Laurie
- Janet Leigh
- Jerry Lewis
- Bela Lugosi
- Zoe Tamerlis Lund
- Dean Martin
- Kevin McCarthy
- Leo McKern
- Teri McMinn
- Vera Miles
- Ray Milland
- Jason Miller
- David Naughton
- Jack Nicholson
- Laurence Olivier
- Heather O'Rourke
- Patricia Owens
- Gregory Peck
- Anthony Perkins
- Christopher Plummer
- Vincent Price
- Lee Remick
- Kurt Russell
- Roy Scheider
- P. J. Soles
- Sissy Spacek
- Sylvester Stallone
- Harry Dean Stanton
- Amy Steel
- Andrew Stevens
- Catherine Mary Stewart
- Donald Sutherland
- Max von Sydow
- Jessica Tandy
- Rod Taylor
- Robert Walker
- Dee Wallace
- Jessica Walter
- Sigourney Weaver
- Jack Weston
- Billie Whitelaw
- Billy Dee Williams
- James Woods

## Film mostrati
- La moglie di Frankenstein (Bride of Frankenstein) (1935)
- La donna e lo spettro (The Ghost Breakers) (1940)
- L'inafferrabile spettro (Hold That Ghost) (1941)
- L'uomo lupo (The Wolf Man) (1941)
- Il cervello di Frankenstein (Abbott and Costello Meet Frankenstein) (1948)
- L'altro uomo (Strangers on a Train) (1951)
- Morti di paura (Scared Stiff) (1953)
- Il mostro della laguna nera (Creature from the Black Lagoon) (1954)
- Cittadino dello spazio (This Island Earth(1955)
- Caccia al ladro (To Catch a Thief) (1955)
- Tarantola (Tarantula) (1955)
- Radiazioni BX: distruzione uomo (The Incredible Shrinking Man) (1957)
- La mantide omicida (The Deadly Mantis) (1957)
- L'esperimento del dottor K. (The Fly) (1958)
- Psyco (Psycho) (1960)
- Konga (1961)
- Il trionfo di King Kong (King Kong vs. Godzilla) (1962)
- Che fine ha fatto Baby Jane? (What Ever Happened to Baby Jane?) (1962)
- Gli uccelli (The Birds) (1963)
- Gli occhi della notte (Wait Until Dark) (1967)
- Rosemary's Baby - Nastro rosso a New York (Rosemary's Baby) (1968)
- La notte dei morti viventi (Night of the Living Dead)' (1968)
- Una squillo per l'ispettore Klute (Klut) (1971)
- Brivido nella notte (Play Misty for Me) (1971)
- Frogs (Frogs) (1972)
- Frenzy (Frenzy) (1972)
- The Thing with Two Heads (1972)
- Le due sorelle (Sisters) (1973)
- L'esorcista (The Exorcist) (1973)
- Non aprite quella porta (The Texas Chain Saw Massacre) (1974)
- Il fantasma del palcoscenico (Phantom of the Paradise) (1974)
- Bug - Insetto di fuoco (Bug) (1975)
- Lo squalo (Jaws) (1975)
- Grizzly, l'orso che uccide (Grizzly) (1976)
- Il cibo degli dei (The Food of the Gods) (1976)
- Il presagio (The Omen) (1976)
- Il maratoneta (Marathon Man) (1976)
- Carrie - Lo sguardo di Satana (Carrie) (1976)
- Suspiria (1977)

- La macchina nera (The Car) (1977)
- Fury (The Fury) (1978)
- Lo squalo 2 (Jaws 2) (1978)
- Occhi di Laura Mars (Eyes of Laura Mars) (1978)
- Fuga di mezzanotte (Midnight Express) (1978)
- Il testamento (The Legacy) (1978)
- Zombi (Dawn of the Dead) (1978)
- L'amico sconosciuto (The Silent Partner) (1978)
- Halloween - La notte delle streghe (Halloween) (1978)
- Terrore dallo spazio profondo (Invasion of the Body Snatchers) (1978)
- Alien (Alien) (1979)
- Brood - La covata malefica (The Brood) (1979)
- Dracula (Dracula) (1979)
- Le ali della notte (Nightwing) (1979)
- Quando chiama uno sconosciuto (When a Stranger Calls) (1979)
- Venerdì 13 (Friday the 13th) (1980)
- Fog (The Fog) (1980)
- Shining (The Shining) (1980)
- Vestito per uccidere (Dressed to Kill) (1980)
- Alligator (Alligator) (1980)
- Scanners (Scanners) (1981)
- L'ululato (The Howling) (1981)
- Il tunnel dell'orrore (The Funhouse) (1981)
- L'angelo della vendetta (Ms. 45) (1981)
- L'assassino ti siede accanto (Friday the 13th Part 2) (1981)
- Un lupo mannaro americano a Londra (An American Werewolf in London) (1981)
- Halloween II - Il signore della morte (Halloween II) (1981)
- I falchi della notte (Nighthawks) (1981)
- Saturday the 14th (1981)
- Chi vuole uccidere Miss Douglas? (The Seduction) (1982)
- Week-end di terrore (Friday the 13th Part III)' (1982)
- Police Station - Turno di notte (Vice Squad) (1982)
- Il bacio della pantera (Cat People) (1982)
- Poltergeist - Demoniache presenze (Poltergeist) (1982)
- La cosa (The Thing) (1982)
- Nel buio da soli (Alone in the Dark) (1982)
- Videodrome (Videodrome) (1983)
- Fenomeni paranormali incontrollabili (Firestarter) (1984)